# Jason Richardson
Jason Anthoney Richardson (Saginaw, Míchigan, 20 de enero de 1981) es un exjugador de baloncesto estadounidense que disputó 14 temporadas en la NBA. Con 1,98 metros de estatura, jugaba en la posición de escolta. 
Su hijo Jase Richardson es también jugador profesional.

## Trayectoria deportiva

### Universidad
Jugó con los Spartans de la Universidad Estatal de Míchigan desde 1999 a 2001.

### Profesional

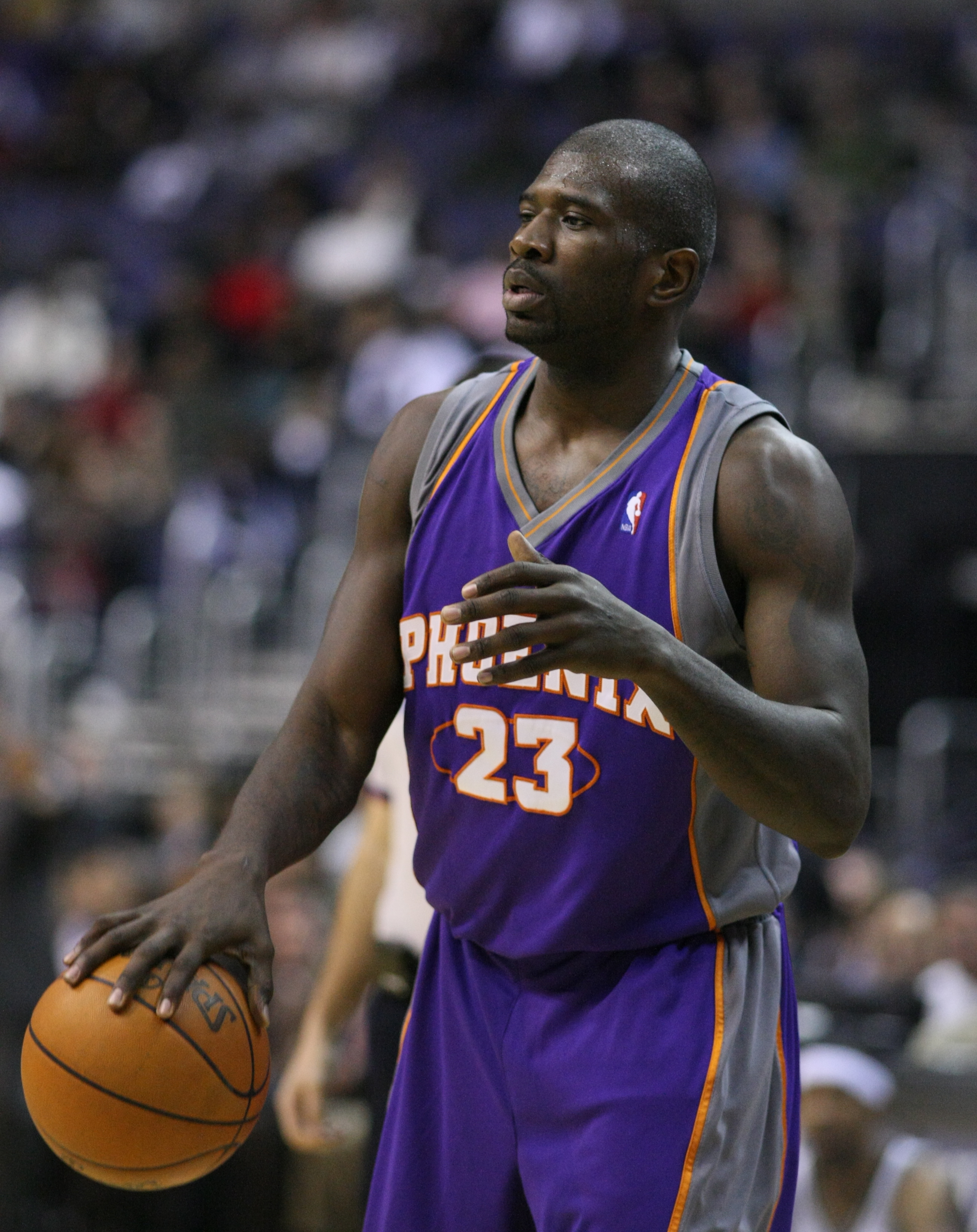
Richardson con Phoenix en 2009.

Los Warriors le eligieron en la quinta posición del draft de la NBA de 2001. 
Su posición natural es la de escolta, aunque durante la temporada 2006-07 paso a ocupar muy frecuentemente el puesto de alero a causa de la explosión del escolta de segundo año Monta Ellis.
En verano de 2007, fue traspasado a los Charlotte Bobcats, donde militó una temporada y media.
El 10 de diciembre de 2008, Richardson fue traspasado junto a Jared Dudley y una segunda ronda de draft de 2010 a Phoenix Suns, a cambio de Boris Diaw, Raja Bell y Sean Singletary.
El 18 de diciembre de 2010, Phoenix Suns traspasa a Jason Richardson junto con Hedo Turkoglu y Earl Clark a Orlando Magic a cambio de Vince Carter, Marcin Gortat, Mickaël Piétrus y una futura primera ronda del draft.
En agosto de 2012, Richardson termina en los Philadelphia 76ers tras un traspaso a cuatro bandas entre Lakers, Magic, Sixers y Nuggets, que involucraba entre otros a Dwight Howard, Andre Iguodala y Andrew Bynum.
A mediados de agosto de 2015, firmó un contrato para jugar con los Atlanta Hawks. Sin embargo el 23 de septiembre de 2015 por problemas con la rodilla derecha, Richardson anunció su retirada del baloncesto profesional.

## Estadísticas de su carrera en la NBA

### Temporada regular
| Año     | Equipo       | PJ  | PT  | MPP  | %TC  | %3P  | %TL  | RPP | APP | ROB | TPP | PPP  |
| ------- | ------------ | --- | --- | ---- | ---- | ---- | ---- | --- | --- | --- | --- | ---- |
| 2001-02 | Golden State | 80  | 75  | 32.9 | .426 | .333 | .671 | 4.3 | 3.0 | 1.3 | .4  | 14.4 |
| 2002-03 | Golden State | 82  | 82  | 32.9 | .410 | .368 | .764 | 4.6 | 3.0 | 1.1 | .3  | 15.6 |
| 2003-04 | Golden State | 78  | 78  | 37.6 | .438 | .282 | .684 | 6.7 | 2.9 | 1.1 | .5  | 18.7 |
| 2004-05 | Golden State | 72  | 72  | 37.8 | .446 | .338 | .693 | 5.9 | 3.9 | 1.5 | .4  | 21.7 |
| 2005-06 | Golden State | 75  | 75  | 38.4 | .446 | .384 | .673 | 5.8 | 3.1 | 1.3 | .5  | 23.2 |
| 2006-07 | Golden State | 51  | 49  | 32.8 | .417 | .365 | .657 | 5.1 | 3.4 | 1.1 | .6  | 16.0 |
| 2007-08 | Charlotte    | 82  | 82  | 38.4 | .441 | .406 | .752 | 5.4 | 3.1 | 1.4 | .7  | 21.8 |
| 2008-09 | Charlotte    | 14  | 14  | 35.1 | .441 | .458 | .745 | 4.1 | 2.6 | 1.0 | .2  | 18.7 |
| 2008-09 | Phoenix      | 58  | 57  | 33.1 | .488 | .383 | .778 | 4.5 | 1.9 | 1.1 | .4  | 16.4 |
| 2009-10 | Phoenix      | 79  | 76  | 31.5 | .474 | .393 | .739 | 5.1 | 1.8 | .8  | .4  | 15.7 |
| 2010-11 | Phoenix      | 25  | 25  | 31.8 | .470 | .419 | .764 | 4.4 | 1.4 | 1.1 | .1  | 19.3 |
| 2010-11 | Orlando      | 55  | 55  | 34.9 | .433 | .384 | .701 | 4.0 | 2.0 | 1.2 | .2  | 13.9 |
| 2011-12 | Orlando      | 54  | 54  | 29.5 | .408 | .368 | .594 | 3.6 | 2.0 | 1.0 | .4  | 11.6 |
| 2012-13 | Philadelphia | 33  | 33  | 28.4 | .402 | .341 | .606 | 3.8 | 1.5 | 1.2 | .5  | 10.5 |
| 2014-15 | Philadelphia | 19  | 15  | 21.9 | .348 | .323 | .773 | 3.5 | 2.0 | .7  | .2  | 9.1  |
| Total   | Total        | 857 | 842 | 34.1 | .438 | .370 | .707 | 5.0 | 2.7 | 1.2 | .4  | 17.1 |

### Playoffs
| Año   | Equipo       | PJ | PT | MPP  | %TC  | %3P  | %TL   | RPP | APP | ROB | TPP | PPP  |
| ----- | ------------ | -- | -- | ---- | ---- | ---- | ----- | --- | --- | --- | --- | ---- |
| 2007  | Golden State | 11 | 11 | 38.9 | .476 | .354 | .704  | 6.7 | 2.0 | 1.3 | .5  | 19.1 |
| 2010  | Phoenix      | 16 | 16 | 33.3 | .502 | .475 | .759  | 5.4 | 1.1 | 1.1 | .2  | 19.8 |
| 2011  | Orlando      | 5  | 5  | 30.6 | .333 | .320 | 1.000 | 4.0 | 1.2 | .6  | .4  | 10.0 |
| 2012  | Orlando      | 5  | 5  | 29.6 | .396 | .370 | .417  | 3.8 | 1.0 | 1.2 | .4  | 11.4 |
| Total | Total        | 37 | 37 | 34.1 | .465 | .404 | .724  | 5.4 | 1.4 | 1.1 | .4  | 17.1 |

## Vida personal
Jason tiene dos hijos, que además juegan al baloncesto, Jase y Jaxon.
Regresó a la universidad 20 años después y terminó la licenciatura en Gestión Deportiva en 2025.